# Орден Солнца (Иран)
Орден Солнца (Орден Хоршид), также именуемый Орден Света Ариев (Орден Арьямехр) — высший дамский орден Шаханшахского Государства Иран.

## История
Орден был учреждён 26 сентября 1967 года за месяц до церемонии коронации шахиншаха Мохаммеда Реза Пехлеви и его супруги шахбану Фарах, для дам — членов правящей династии.
С момента учреждения ордена известно всего пять случаев вручения: первую степень ордена получила сама шахбану Фарах и Тадж ол-Молук, вторую степень — принцессы императорского дома:
- Ашраф
- Шамс
- Шахназ

Женам глав иностранных государств, королевам вручался специально учреждённый для этого орден Плеяд различных классов.
После Исламской революции 1979 года и ликвидации иранской монархии орден Солнца, также как и другие шахские награды, был упразднён.

## Степени
Орден имел два класса.
- Первый класс — усыпанный бриллиантами платиновый знак на чресплечной шёлковой муаровой ленте синего цвета с золотыми кистями на концах, нагрудная звезда.
- Второй класс — платиновый знак на чресплечной шёлковой муаровой ленте синего цвета с серебряными кистями на концах, нагрудная звезда.

## Описание
Знак ордена представляет из себя шестнадцатиконечную звезду с двугранными раздвоенными лучами («ласточкин хвост»), между которыми штралы, состоящие из трёх двугранных лучика с раздвоенными концами. В центре — круглый медальон синей эмали с золотым изображением короны Пехлеви.
Звезда ордена аналогична знаку, но большего размера.
 Лента ордена шёлковая муаровая синего цвета.

## Галерея

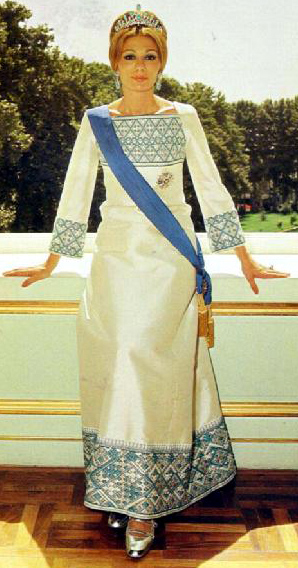
Шахбану Фарах с инсигниями ордена Солнца
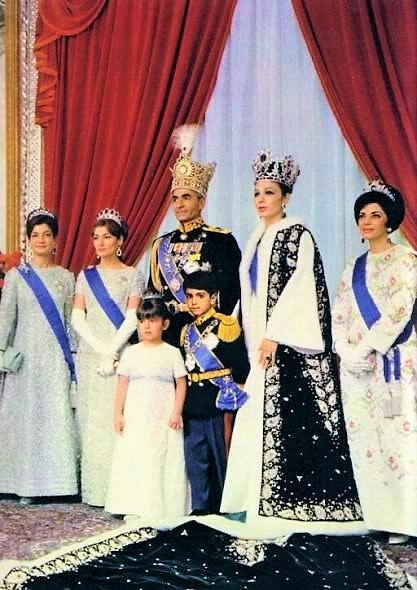
Коронация Мохаммеда Реза Пехлеви и Фарах. Рядом стоят принцессы с инсигниями ордена Солнца
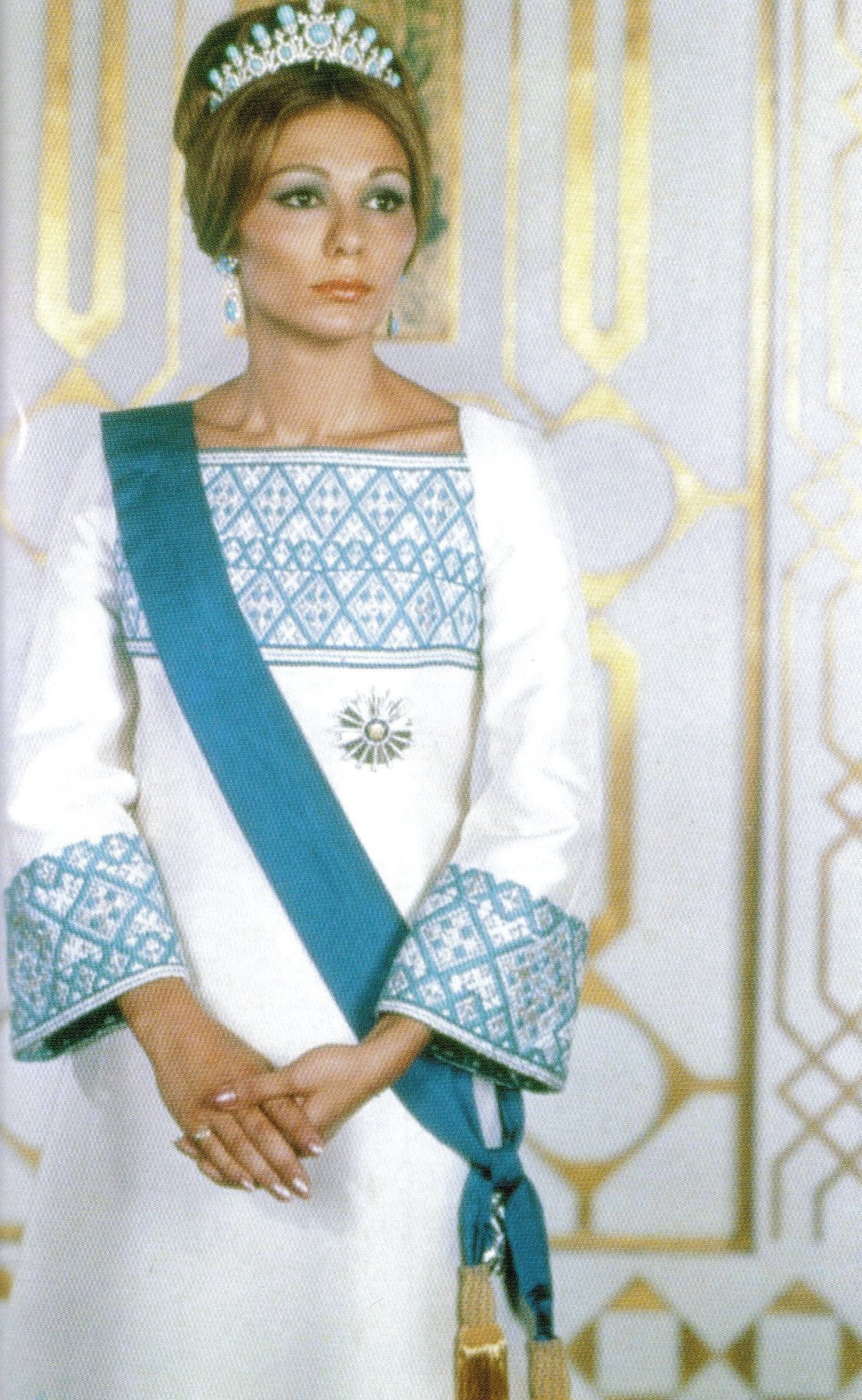
Шахбану Фарах с инсигниями ордена Солнца
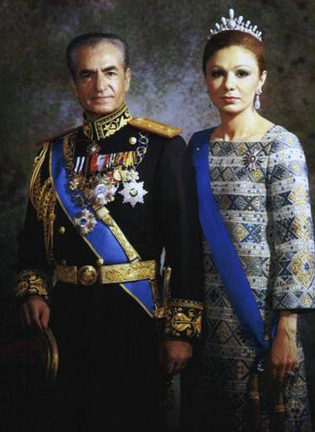
Шахиншах Мохаммед Реза Пехлеви и шахбану Фарах. На императрице инсигнии ордена Солнца